# PXDN
PXDN‏ (Peroxidasin) هوَ بروتين يُشَفر بواسطة جين PXDN في الإنسان.